# Рачісубані
Рачісубані (груз. რაჭისუბანი) — село в Грузії.
За даними перепису населення 2014 року в селі проживає 597 осіб.